# Рогге (дворянский род)
Рогге (нем. Rogge) — русский дворянский род немецкого происхождения.
Во времена Российской империи род внесён во II часть родословной книги Киевской и Волынской губерний.
- Определением Киевского Дворянского депутатского собрания от 24 сентября 1834, Петр Логинович Рогге был признан с сыновьями Петром, Иваном, Константином, Александром, Андреем и Михаилом в дворянском достоинстве и внесен во вторую часть дворянской родословной книги.
- Определением Правительствующего Сената от 4 декабря 1879 года, коллежский асессор Владимир Петрович Рогге, по личным заслугам деда его, Петра Логиновича Рогге, утверждён в потомственном дворянском достоинстве, с правом на внесение во вторую часть дворянской родословной книги.
- Определением № 618 дворянского собрания Волынской губернии от 31 января 1880 года, Владимир Петрович Рогге, внук Петра Логиновича Рогге, причислен к дворянам Волынской губернии[1].
- Определением № 2045 дворянского собрания Волынской губернии от 8 июля 1903 года, Ипполит Михайлович Рогге, внук Петра Логиновича Рогге, с детьми: Леонидом, Иваном, Анатолием, Марией и Екатериной, причислен к дворянам Волынской губернии[1].

## Описание герба
В лазоревом щите женщина в серебряной одежде сидит на зелёном холме и держит в правой руке серебряный серп, левой она обхватывает серебряный сноп, перевязанный червлёной лентой.
На щите дворянский коронованный шлем. Нашлемник: три серебряных колоса, между ними два лазуревых колоса поменьше. Намёт на щите красный, подложенный серебром. Герб внесён в Общий гербовник дворянских родов Российской империи (XIV, 89).